# 何良奎
何良奎，男丶中國人民武裝警察部隊少將警銜，中共黨員、中華人民共和國和中國共產黨的軍事、政治人物

## 生平
歷任武警8670部隊部隊長丶武警重慶總隊司令員   